# Берзин, Эдуард Петрович
Эдуа́рд Петро́вич Бе́рзин (Бе́рзиньш, латыш. Eduards Bērziņš; 7 февраля [19 февраля] 1894 года — 1 августа 1938) — деятель советских органов государственной безопасности, один из организаторов и руководителей системы ГУЛаг, первый директор государственного треста «Дальстрой», дивинтендант. Расстрелян в 1938 году, реабилитирован посмертно.

## Биография
Родился в 1893 году в Старо-Пебальской волости Вольмарского уезда Лифляндской губернии (современная Латвия) в семье крестьянина. Латыш по национальности.
С 5-летнего возраста вместе с родителями жил на окраине Риги, учился в городской школе, изучал малярное дело. Проявил способности к рисованию. В 1912 году уехал в Германию, где окончил Берлинское королевское художественное училище.
По возвращении в Латвию был призван на военную службу. С января 1915 года — в составе 4-го Видземского латышского стрелкового полка участвовал в боях на фронтах Первой мировой войны. Прапорщик. Был награждён серебряной нагрудной медалью на Станиславской ленте с надписью «За усердие», Георгиевским крестом 4-й степени.
После Октябрьской революции участвовал в формировании 1-го лёгкого артдивизиона Латышской стрелковой советской дивизии, а затем назначен его командиром. Участвовал в восстании большевиков в Москве.
Летом 1918 года сыграл решающую роль в подавлении левоэсеровского мятежа в Москве и разоблачении заговора Б. Локкарта.
Для разоблачения контрреволюционных планов по захвату большевистской власти, считавшийся агентом Локкарта Шмидхен (под этим псевдонимом действовал чекист Ян Буйкис) организовал встречу Локкарта с Берзиным. Эта встреча произошла 14 августа 1918 года на квартире у Локкарта, где Берзину было предложено 5—6 миллионов рублей для подкупа латышских стрелков и для него лично. В течение короткого времени, через лейтенанта Рейли, Берзиным было получено 1 миллион 200 тысяч рублей, переданные им Петерсону. В конце августа, по поручению Рейли, Берзин находился в Петрограде, где встречался с рядом заговорщиков, арестованных вскоре после его отъезда. По распоряжению Свердлова, деньги были распределены следующим образом: 1 миллион рублей — в фонд единовременных пособий семьям латышских стрелков, пострадавших в борьбе с контрреволюцией, 100 тыс. рублей — на издание агитационной литературы, 100 тыс. рублей — на создание дивизионного клуба артдивизиону под командованием Берзина.
Член РКП(б) с ноября 1918 года. С декабря 1918 года сражался с белогвардейцами на Западном, Юго-Западном и Восточном фронтах Гражданской войны.
В январе 1919 года, вместе с другими красными частями, его дивизион вступил в Ригу, однако, в мае 1919 года, под натиском частей ландесвера, вынужден был оставить город. При отступлении Берзиньш сделал предложение своей будущей жене Эльзе, которая ушла в отступление вместе с ним.
Дивизион Берзина внес большой вклад в победу над войсками генерала Деникина в решающем сражении Гражданской войны под Кромами и Орлом, в октябре 1919 года. В этот момент Берзин становится начальником снабжения Латышской стрелковой советской дивизии.
С ноября 1920 года — сотрудник Регистрационного управления полевого штаба РККА. Принимал участие в боях под Каховкой и Перекопом. Затем служил в штабе Армии, был сотрудником ИККИ.
С февраля 1921 года — сотрудник Спецотдела ВЧК, затем ОГПУ. Пользовался покровительством своего соотечественника, члена ЦК ВКП (б), а затем и Политбюро Я. Э. Рудзутака в решении карьерных и личных вопросов.
Берзин был одним из инициаторов использования труда «врагов народа» на благо народного хозяйства.
Когда в 1926 году, в составе Военно-хозяйственного управления Наркомата по военным и морским делам, был организован трест «ВИШХИМЗ» (Вишерские химические заводы) для строительства в Верхнем Прикамье секретного завода по производству боевых отравляющих веществ для нужд РККА и целлюлозно-бумажного комбината в посёлке Вижаиха (ныне Красновишерск) на Вишере, Северный Урал, Берзин был назначен начальником строительства.
В январе 1927 года Берзин, со своим заместителем И. Г. Филипповым, посетили Вишеру и нашли, что ход работ неудовлетворителен.
В мае 1929 году Э. Берзин предложил план реорганизации управления стройкой, предусматривавший её передачу ОГПУ. Тогда же он, вместе с главным инженером Д. С. Соколовским и главным механиком П. П. Кузнецовым, выезжал в Германию и США для закупки оборудования.
Работы проводились силами заключенных Вишерского отделения управления Соловецкого лагеря особого назначения, которое на рубеже 1928—1929 годов стало самостоятельным лагерем.
С 6 января 1931 года — начальник строительства Вишерской целлюлозно-бумажной фабрики ОГПУ, которое осуществляли заключенные Вишлага. В общей сложности, Вишерский ЦБК был построен за 18 месяцев.
14 ноября 1931 года назначен директором треста «Дальстрой». В бухту Нагаева прибыл на пароходе «Сахалин» 4 февраля 1932 года. Позднее совмещал должности уполномоченного коллегии ОГПУ СССР (затем — НКВД), Далькрайкома ВКП(б), Далькрайисполкома и начальника Нагаево-Магаданского гарнизона Охотско-Колымского района. При нем заключённые были расконвоированы, им разрешили вызывать к себе семьи, строить дома, и, таким образом, их силами было колонизировано побережье Охотского моря в Магадане, вспоминал инженер, почётный житель Магадана И. И. Лукин.
В мае 1935 года выезжал в Амстердам, где ускорил покупку парохода «Кулу», для нужд «Дальстроя».
10 апреля 1937 года присвоено спецзвание — дивинтендант.

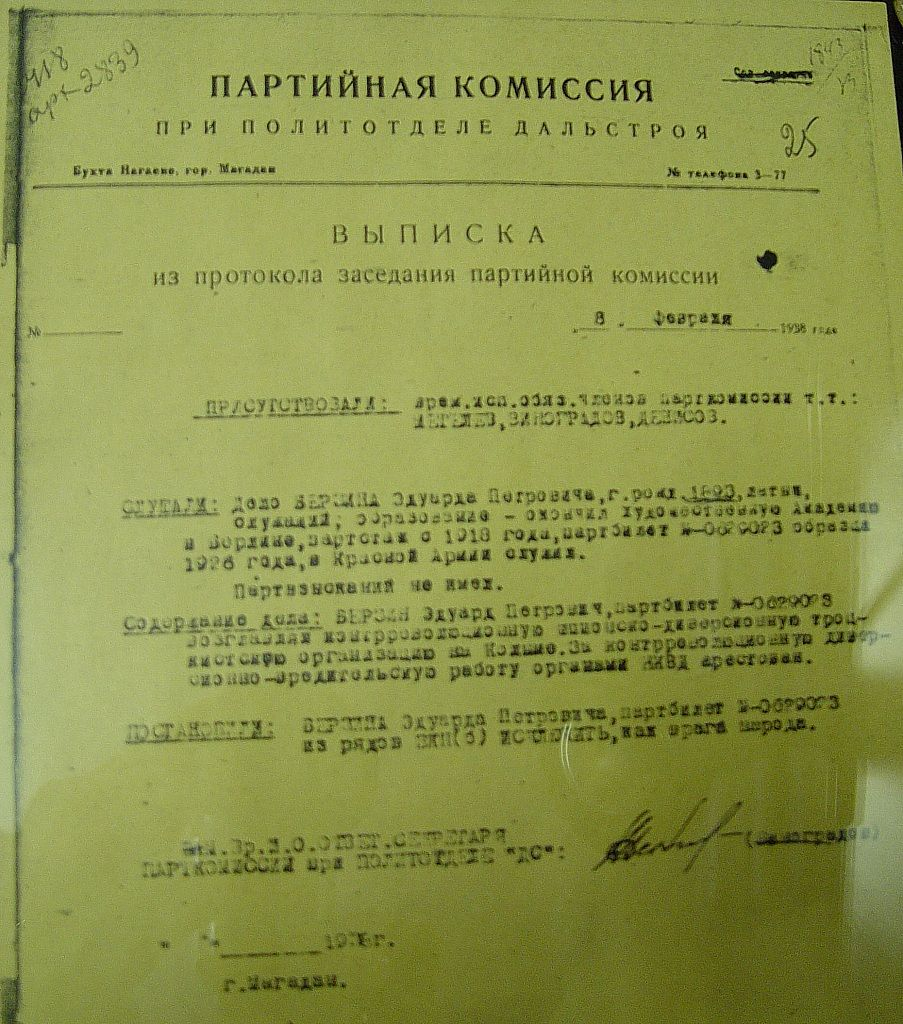
Выписка из протокола заседания парткомиссии при Политотделе «Дальстроя» от 8 февраля 1938 г. об исключении Берзина из рядов ВКП(б).

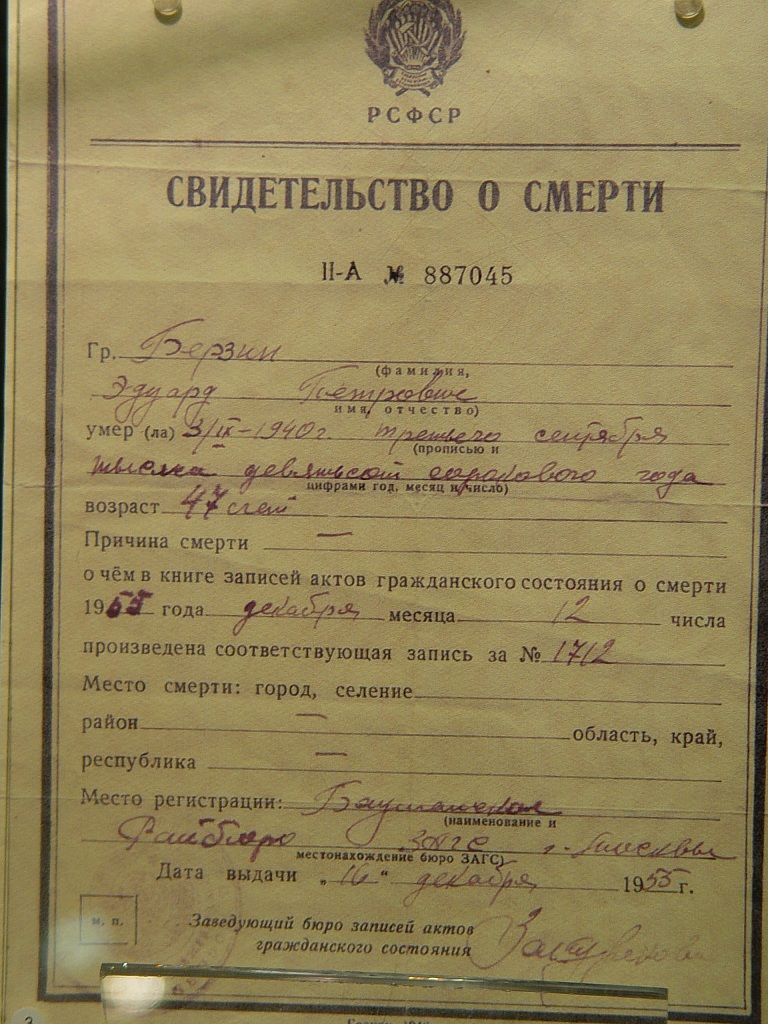
Свидетельство о смерти Берзина Эдуарда Петровича от 16 декабря 1955 г.

Награждён нагрудным знаком Почётного работника ВЧК — ОГПУ (1932), а 22 марта 1935 года — постановлением ЦИК СССР — орденом Ленина.
В сентябре 1937 года, на совещании при Финансовом отделе НКВД СССР, отмечены существенные недостатки в работе возглавляемого Э. П. Берзиным треста «Дальстрой».
4 декабря 1937 года Берзин выехал из Магадана в отпуск на «материк». 19 декабря арестован недалеко от Москвы, на ст. Александров как организатор и руководитель «Колымской антисоветской, шпионской, повстанческо-террористической, вредительской организации». При нем были обнаружены деньги на сумму 20 тысяч рублей.
18 апреля 1938 года газета «Советская Колыма» опубликовала решение партийной комиссии при Политуправлении «Дальстроя» об исключении из рядов партии Э. П. Берзина и 21 его соратника. Газета также опубликовала статью О. П-вой «Борьба с троцкистско-бухаринским охвостьем не закончена. Ни малейшего ослабления бдительности!». Внесён в список «Бывш. сотрудники НКВД» по 1-й категории от 26 апреля 1938 г. (в «особом порядке», вычеркнут), и в список «Москва-центр» по 1-й категории от 26 июля 1938 г. («за» Сталин, Молотов). 1 августа 1938 года Военной коллегией Верховного суда СССР «за измену Родине», «подрыв государственной промышленности», «совершение террористических актов», «организационную деятельность, направленную на свержение существующего строя» Э. П. Берзин был приговорён к высшей мере уголовного наказания и расстрелян. Место захоронения — спецобъект НКВД «Коммунарка».
Реабилитирован посмертно 4 июля 1956 года ВК ВС СССР.

## Семья
Жена (с 1919 г.) — Эльза Ивановна (Яновна) Берзина (урожд. Миттенберг; 1895—после 1965). В декабре 1937 г. арестована, приговорена к 8 годам ИТЛ как ЧСИР (член семьи изменников Родины). Освобождена в августе 1946 года.
Дети: 
- Мирдза (г.р. 1920). Училась в одной школе с С.Наровчатовым. Муж — Григорий Юрьевич Одинец, сын Юрия Александровича Одинца, геолога Дальстроя, исследователя Якутии, Чукотки, бассейна реки Индигирки и др.
  - Марина Григорьевна Одинец, кандидат физико-математических наук.
  - Ася Григорьевна Берзина (г.р.1956)[14][15], кандидат биологических наук. Дети — Даниил и Мария.
- Петр (1922—1943). После ареста матери отправлен в детский дом под Кировым, из которого вернулся в Москву в 1940 году. В 1941 году призван в армию, под Сталинградом был ранен, в госпитале перенёс ампутацию большинства пальцев рук, был  комиссован, но проявил настойчивость и вернулся на фронт, был связистом. Пропал без вести, предположительно в районе Курской дуги, известие от 1.01.1943 г.[16]

## Память
Э. П. Берзину как одному из руководителей строительства города Магадана перед зданием мэрии города в 1989 году был установлен бюст.
Именем Берзина (Берзиня) названы улицы в Магадане, Анадыре, Билибино, Усть-Белой, Красновишерске и Дальнегорске Приморского края (улица Берзинская).
В 2018 году имя Эдуарда Берзина рассматривалось в качестве одного из вариантов переименования магаданского аэропорта.

## В литературе
"Собачья смерть" Борис Акунин - один из персонажей.
Образ Эдуарда Берзина многократно возникает в произведениях писателя Варлама Шаламова. Вот что пишет Шаламов о «колымском периоде» работы Берзина:

Первый колымский начальник с правами высшей партийной, советской и профсоюзной власти в крае, зачинатель Колымы, расстрелянный в 1938 году и в 1956 году реабилитированный, бывший секретарь Дзержинского, бывший командир дивизии латышских стрелков, разоблачивший знаменитый заговор Локкарта, — Эдуард Петрович Берзин пытался, и весьма успешно, разрешить проблему колонизации сурового края и одновременно проблемы «перековки» и изоляции. Зачёты, позволявшие вернуться через два-три года десятилетникам. Отличное питание, одежда, рабочий день зимой 4—6 часов, летом — 10 часов, колоссальные заработки для заключённых, позволяющие им помогать семьям и возвращаться после срока на материк обеспеченными людьми. В перековку блатарей Эдуард Петрович не верил, он слишком хорошо знал этот зыбкий и подлый человеческий материал. На Колыму первых лет ворам было попасть трудно — те, которым удалось туда попасть, — не жалели впоследствии. Тогдашние кладбища заключённых настолько малочисленны, что можно было подумать, что колымчане — бессмертны.
— В. Шаламов Зелёный прокурор (1959)
- Ему посвящена глава «Колыма Берзинская» в книге воспоминаний Алексея Яроцкого «Золотая Колыма» (2003)
- Ему посвящена повесть «Эд-Бер» в книге А. Е. Костерина «По таёжным тропам» (1964).
- Он часто упоминается в трилогии "Человек рождается дважды" Виктора Вяткина (Магаданское книжное издательство" и сборнике "Время выбрало нас".

## В кино
- В фильме «Заговор послов» режиссёра Николая Розанцева, о деле Локкарта, роль Э. Берзина исполняет актёр Улдис Думпис.
- В сериале «Завещание Ленина» режиссёра Николая Досталя, по произведениям В. Шаламова, роль Э. Берзина исполняет актёр Виктор Бегунов.
- В фильме "Сотрудник ЧК" режиссера Бориса Волчека , снятого на киностудии "Мосфильм" в 1963 году, роль председателя ГубЧК Э.П.Берзина исполняет актер Владимир Кенигсон.